# Hans Scheele
Hans-Heinrich Scheele (* 18. Dezember 1908 in Kirchwerder bei Hamburg; † 23. Juli 1941 in Buinitschi, Belorussische SSR) war ein deutscher Leichtathlet, der in den 1930er Jahren im 400-Meter-Hürdenlauf sowie als Staffelläufer erfolgreich war. Bei den Europameisterschaften 1934 wurde er Doppelsieger: Die 400 Meter Hürden gewann er in 53,2 s. In der 4-mal-400-Meter-Staffel gewann er zusammen mit Helmut Hamann, Harry Voigt und Adolf Metzner (Hans Scheele als zweiter Läufer; Endzeit 3:14,1 min.) Bei den Olympischen Spielen 1936 in Berlin startete er nur über 400 Meter Hürden, schied aber schon im Vorlauf aus.
Hans Scheele gehörte zunächst dem Sportverein SV Altona und ab 1936 dem Hamburger SV an. In seiner Wettkampfzeit war er 1,85 m groß und 70 kg schwer.
Nach Ausbruch des Zweiten Weltkrieges wurde Scheele zur Wehrmacht einberufen. Er starb bei den Kampfhandlungen in der frühen Phase des Unternehmens Barbarossa als Oberfeldwebel in der Nähe von Mogiljow.